# 중구 (1963년 부산 선거구)
중구는 대한민국의 옛 국회의원 선거구이다. 당시 부산시 중구 지역을 관할했다.

## 역사
1963년 1월, 경상남도 부산시가 정부 직할 부산시로 승격되면서 경상남도에서 분리되었다. 이로 인해 제6대 국회의원 선거를 앞두고 부산시 중구 선거구를 중구 선거구로 개편했다.
제9대 국회의원 선거를 앞두고 영도구 선거구와 함께 중구·영도구 선거구를 이루게 되며 폐지되었다.

## 역대 국회의원
| 선거   | 정당 | 정당       | 의원   |
| ------ | ---- | ---------- | ------ |
| 1963년 |      | 민주공화당 | 조시형 |
| 1967년 |      | 신민당     | 김응주 |
| 1971년 |      | 신민당     | 김응주 |

## 역대 선거 결과

### 대한민국 제6대 국회의원 선거
|  | 40.50% |

|  | 30.38% |

|  | 27.49% |

|  | 0.89% |

|  | 0.71% |

|  | 0% |

### 대한민국 제7대 국회의원 선거
|  | 51.64% |

|  | 45.07% |

|  | 1.54% |

|  | 1.42% |

|  | 0.30% |

### 대한민국 제8대 국회의원 선거
|  | 53.34% |

|  | 45.30% |

|  | 1.34% |